# Майлык (озеро)
Майлык (также Акушты) — солёное озеро на границе Альменевского и Щучанского районов Курганской области России. Находится на обширной озёрной равнине в правобережье нижнего течения реки Миасс, к юго-западу от озера Большое Пустое и к западу от озера Балсыкты. 

## Общее описание
Районный центр село Альменево находится в 39 км к юго-востоку. Озеро притоков не имеет. Острова отсутствуют. Форма озера овальная, длина около 4,3 км, ширина в центральной части до 2,8 км. Площадь водного зеркала равняется 12,8 км². Высота озера над уровнем моря — 170,1 м. Питание за счет атмосферных осадков, грунтовых и подземных вод. Берега низкие, покрытые степной и луговой растительностью, местами заболочены. Ближайший населённый пункт — деревня Майлык в 4,2 км на северо-запад. 

## Коды озера
- Код по Государственному водному реестру — 14010501011111200009716[3].
- Код по Гидрологической изученности — 211200971[3].